# Airat Jamátov
Airat Kasímovich Jamátov –en ruso, Айрат Касимович Хаматов– (Kazán, URSS, 2 de febrero de 1965) es un deportista soviético que compitió en boxeo.
Ganó una medalla de oro en el Campeonato Mundial de Boxeo Aficionado de 1989 y una medalla de plata en el Campeonato Europeo de Boxeo Aficionado de 1991.

## Palmarés internacional
| Campeonato Mundial | Campeonato Mundial  | Campeonato Mundial | Campeonato Mundial |
| Año                | Lugar               | Medalla            | Categoría          |
| ------------------ | ------------------- | ------------------ | ------------------ |
| 1989               | Moscú (URSS)        | Medalla de oro     | 57 kg              |
| Campeonato Europeo |                     |                    |                    |
| Año                | Lugar               | Medalla            | Categoría          |
| 1991               | Gotemburgo (Suecia) | Medalla de plata   | 60 kg              |